# 何澍培
何澍培（英語：Sam Ho，1959年7月21日—），香港电视剧導演。早期在香港無綫電視担任副导演和导演，1997年前往内地发展。近年来执导了一系列中国大陆电视剧。

## 個人事業
1959年7月21日生於香港，原籍廣東東莞。1978年參加麗的電視第四期演員訓練班和第一期武術藝員訓練班入行。1978年至1983年期間，在多部電視劇中担任群戲和小角色，曾因为担任武行受伤，后转向幕后工作。1988年加入香港無綫電視，先后担任副導演、導演。
在完成了《天龙八部97版》的编导工作后，在1997年前往内地发展。1999年执导了第一部中国大陆电视剧《真情告白》。近二十年来执导了《大丫鬟》(2009)、《活色生香》(2015)、《老九门》(2016)、《独孤天下》(2018)、《海棠经雨胭脂透》(2019)、《月上重火》(2020)、《皓衣行》(待播)等一系列电视剧。
2018年，凭借电视剧《独孤天下》获第九届澳门国际电视节最佳导演奖。

## 电视剧作品
- 2018：獨孤天下
- 2023：護心

：皓衣行

## 电影作品
- 1992：神偷警花
- 1992：紅棍
- 1992：大八掛
- 1992：男與女
- 1993：鴨之一族
- 1993：星期六約會
- 1994：殺手柔情
- 1994：但願有情人
- 1997：呢個乜野場
- 1999：魔鬼與天使
- 2000：手機凶靈
- 2000：新三狼之歡場屠夫
- 2000：旺角的天空3終極邊緣
- 2000：賤男人週記
- 2000：赤裸紅唇
- 2000：浪漫鎗聲
- 2001：童黨2001